# Jeu vidéo de boxe
Un jeu vidéo de boxe est un genre de jeu vidéo qui s'inspire de la boxe anglaise.

## Histoire
Les moteurs graphiques des jeux de boxe ont beaucoup évolué avec le temps et la physionomie des boxeurs, les rings et mêmes les mouvements sont reproduits toujours plus fidèlement. À la fin des années 2000, une série se détache en tête des ventes : Fight Night Round.

## Liste de jeux de boxe par ordre chronologique

### 1976
- Heavyweight Champ

### 1984
- Punch-Out!!

### 1985
- Barry McGuigan : Champion du monde de boxe
- Frank Bruno's Boxing

### 1987
- Heavyweight Champ
- Mike Tyson's Punch-Out!!
- Rocky

### 1994
- Super Punch-Out!!

### 1995
- M-KO77 Vs. Rocky

### 2006
- Fight Night Round 3

### 2009
- Fight Night Round 4
- Punch-Out!!

### 2011
- Fight Night Champion